# Oreolais
Oreolais is een geslacht van zangvogels uit de familie Cisticolidae.

## Soorten
Het geslacht kent de volgende soorten:
- Oreolais pulcher – Ornaatapalis
- Oreolais ruwenzorii – Rwenzori-apalis